# Шарл дьо Ремюза
Шарл дьо Ремюза (на френски: Charles de Rémusat) е френски политик, философ и благородник (граф).

## Биография
Роден е на 13 март 1797 година в Париж, Франция, в рода на идващите от Тулуза графове Ремюза. Баща му заема висши постове, както при Първата империя, така и при Реставрацията.
Привърженик на Адолф Тиер, Шарл дьо Ремюза е сред водещите политици на Юлската монархия, на два пъти за кратко е член на кабинета – като вътрешен министър през 1840 година и като външен министър през 1873. Автор е на редица книги в областта на историята на философията, най-вече английската.
Умира на 6 юни 1875 година в Париж на 78-годишна възраст.